# Linus Sandgren
Nils Theo Linus Sandgren, född 5 december 1972 i Spånga, är en svensk filmfotograf. Han är son till filmproducenten med mera, Bertil Sandgren.
Vid Oscarsgalan 2017 tilldelades Linus Sandgren en Oscar för bästa foto för sitt kameraarbete i filmen La La Land.

## Biografi
Sandgren började inom reklambranschen och gick bland annat på Berghs School of Communication, fotograferade en mängd reklamfilmer, musikvideor och kortfilmer, bland annat flera av rapparen Petters musikvideor. Han var också assistent och senare B-fotograf på flera svenska filmer, innan han under tidiga 2000-talet blev A-fotograf för tv-produktioner och första långfilmen, Storm (2005), för vilken han belönades med en Guldbagge 2006 för Bästa foto. Han har därefter verkat i såväl Sverige som USA. 2013 fotograferade han filmen Promised Land, regisserad av Gus van Sant och använde då ett unikt format, Super-35mm med 1.3x anamorfisk optik. Sandgren har även samarbetat med David O Russell i de Oscarsnominerade filmerna American Hustle (2013) och Joy (2015), Lasse Hallström i 100 steg från Bombay till Paris (2014) samt med Damien Chazelle i filmen La La Land (2016), för vilken Sandgren belönades med en Oscar för bästa foto. Sandgren har väckt stor uppmärksamhet i delar av filmvärlden med mycket lovord. Sandgren blev utsedd till årets fotograf på 2016 års Hollywood Film Awards. 
Han har parallellt fortsatt att även göra reklamfilmer och har inom loppet av två år vunnit tre guldlejon vid Cannes Lions International Advertising Festival och ett guld i Clio Awards. Under 2012 vann hans foton för Hennessys kampanj "Manny Pacquiao" ett silverlejon i Cannes och Bästa reklamfilmfoto vid svenska Roy-galan. Kampanjen för Converse, "History made in the making" vann pris för Bästa filmfoto i Cannes och guld i fotokategorin vid Clio Awards.

## Filmografi
- 2002 – Spung (TV-serie)
- 2005 – Storm
- 2006 – Snapphanar (TV-serie)
- 2010 – Shelter
- 2012 – Lycka till och ta hand om varandra
- 2012 – Promised Land
- 2013 – American Hustle
- 2014 – 100 steg från Bombay till Paris
- 2015 – Joy
- 2016 – La La Land
- 2017 – Battle of the Sexes
- 2018 – First Man
- 2018 – Nötknäpparen och de fyra världarna
- 2020 – No Time to Die
- 2021 – Don't Look Up